# 고게정
고게정(일본어: 上毛町 고게마치[*])은 일본 후쿠오카현 동부 지쿠조군의 정이다. 정명은 지쿠조군이 탄생하기 전 이 지역이 메이지 시대 이전에 고게군으로 불리던 데에서 유래한 것이다.

## 지리
지쿠조군 동부에 위치하고 후쿠오카현의 최동단에 위치한 정으로 서쪽은 부젠시, 북쪽은 요시토미정, 야마쿠니강을 사이에 두고 오이타현 나카쓰시와 인접한다. 북부는 평야가 펼쳐져 있고 남부는 산지이다. 또 인구는 구 신요시토미촌 지역에서는 조금씩 증가하는 경향에 있지만 구 다이헤이촌 지역은 감소하는 경향에 있어 과소화도 진행되고 있기 때문에 고게정 전체의 인구는 근소하게 감소하고 있다.

### 인접한 자치체
- 후쿠오카현
  - 부젠시
  - 지쿠조군 요시토미정
- 오이타현
  - 나카쓰시

## 역사
- 2005년 10월 11일 - 신요시토미촌과 다이헤이촌이 대등 합병해 고게정이 성립하였다.

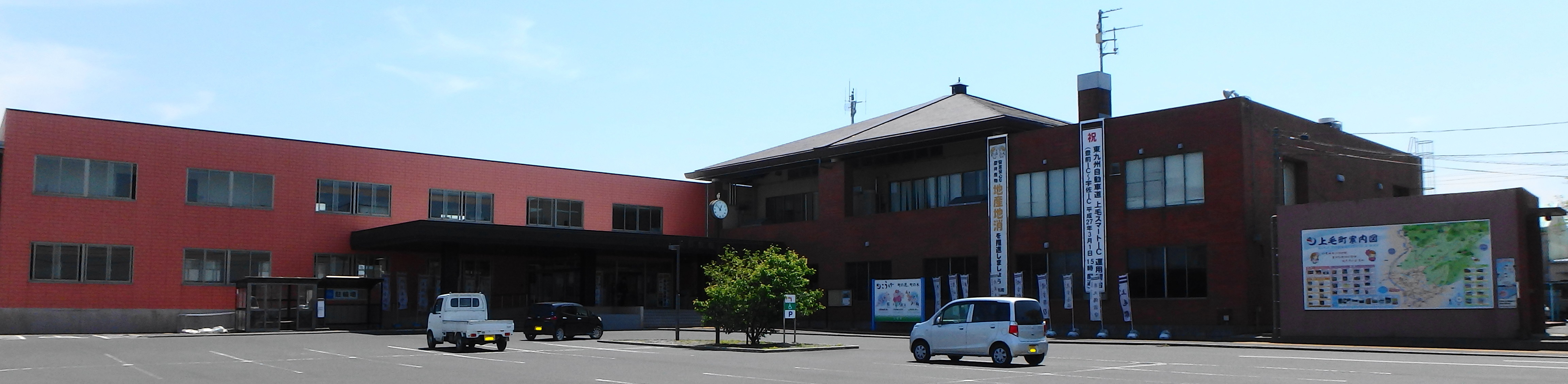
고게정 사무소

## 경제
주요 산업으로 농업이 활발하게 이루어지고 있다.

## 교통
- 도로
  - 국도 10호선